# Facultad de Medicina (Universidad de Los Andes, Chile)

## Historia
La Facultad de Medicina de la Universidad de los Andes (Chile) comenzó sus clases en 1991, marcando un hito en la educación superior chilena, ya que ninguna universidad no tradicional antes de 1991 impartía Medicina en Chile; evento que también suscitó controversias en el mundo académico, con una abundante correspondencia epistolar en los diarios y múltiples reuniones entre las facultades de medicina de la época. La pionera facultad privada abrió su Escuela de Medicina ofreciendo no más de 30 cupos por promoción, llegando con el tiempo a más de 120 alumnos por año. La Pontificia Universidad Católica fue la universidad examinadora de la Facultad hasta que la Universidad de los Andes logró completa autonomía en el año 2001.
La malla curricular de la carrera de medicina fue orientada a integrar los diversos saberes de la medicina en los distintos ramos, evadiendo una visión compartimentalizada de la medicina. Debido a la orientación propia de la Universidad se incluyó dentro de la malla el curso de Atención al Enfermo, consistente en enseñar los principios de la relación médico-paciente, el sentido del dolor, la intimidad del enfermo, etc. Esto fue completamente innovador, ya que implicaba la directa relación con pacientes desde el primer año de la carrera, evento que no ocurría en las otras universidades.
La Facultad se asoció desde sus inicios con el Hospital Parroquial de San Bernardo, donde construyó en un sector aledaño a este el CESA (Centro de Salud Universidad de los Andes) en 1999, siendo el primer campo clínico de propiedad de la universidad.
La facultad de Medicina de la Universidad de los Andes ha logrado posicionar a su escuela de Medicina dentro de las 5 mejores escuelas de Medicina de Chile, de acuerdo con los resultados anteriores del Examen Único Nacional de Conocimientos de Medicina (EUNACOM).

## Clínica Universitaria
Para potenciar aún más a esta naciente Facultad de Medicina, la Universidad de los Andes comenzó la construcción de una moderna clínica universitaria en el año 2010, con una inversión inicial de más de US$ 180 millones. La clínica abrió sus puertas el 28 de mayo de 2014, estando ubicada en el mismo campus universitario, siendo un centro de medicina de alta complejidad y con desarrollo de investigación científica. Cuenta en sus dependencias con el laboratorio de células madres más moderno de Latinoamérica. El año 2017 fue acreditada por la Superintendencia de Salud por un periodo de 3 años, con una calificación de 94,5%.
Su etapa inicial consta con 117 camas de hospitalización y 56.000 metros cuadrados construidos. Para la etapa final se espera triplicar el número de camas.

## Campos Clínicos
La Universidad de los Andes posee como campos clínicos las siguientes clínicas y hospitales chilenos: 
- Clínica Universidad de los Andes[12]
- Hospital Parroquial de San Bernardo[13]
- Hospital Militar de Santiago
- Clínica Dávila
- Hospital del Trabajador de la ACHS
- Instituto Nacional del Cáncer
- Clínica Santa María
- Clínica psiquiátrica el Carmen
- Fundación Oftalmológica los Andes
- Policlínico El Salto
- Servicio Médico Legal de Santiago
- Corporación de Salud de la municipal de San Bernardo, Las Condes, La Florida, La Reina.
- SAPU de Lo Barnechea